# Habersberg (Spessart)
Der Habersberg ist ein 428 Meter hoher Berg im Spessart im bayerischen Landkreis Aschaffenburg.

## Geographie
Der Habersberg liegt im oberen Kahlgrund auf den Gemeindegebieten von Westerngrund (Gemarkung Huckelheim) und Kleinkahl (unbewohnte Gemarkung Huckelheim) im ehemaligen gemeindefreien Gebiet Huckelheimer Wald nördlich von Großkahl und östlich von Oberwestern. Im Osten wird er durch das Tal des Habersbaches, im Westen durch das des Herzbaches begrenzt. Im Süden fallen seine Hänge steil zur Kahl und die dazwischen verlaufende Staatsstraße 2305 ab. Am Habersberg entspringt an der Heiligkreuzkapelle der Rotermichbach. Dort verläuft die Grenze zu Unterwestern, wo sich auch der topographisch höchste Punkt des Dorfes befindet. Der Habersberg geht im Norden flach zum Menschenkopf (465 m) über. An einem südwestlichen Ausläufer, dem Steinchenberg (323 m), befand sich bis zum Brexit der geographische Mittelpunkt der EU.